# Všemyslice
Všemyslice település Csehországban, a České Budějovice-i járásban. Všemyslice Chrášťany, Paseky, Žďár, Protivín, Albrechtice nad Vltavou, Temelín, Týn nad Vltavou és Hosty településekkel határos. Lakosainak száma 1173 fő (2024. január 1.).

## Népesség
A település lakosságának változását az alábbi diagram mutatja:
| Lakosok száma | 1723 | 1501 | 1381 | 971  | 764  | 958  | 1097 | 1109 | 1108 | 1173 |
|               | 1869 | 1890 | 1921 | 1950 | 1980 | 2001 | 2017 | 2019 | 2022 | 2024 |